# Tocro marron
Odontophorus hyperythrus
Espèce
Statut de conservation UICN

 LC  : Préoccupation mineure
Le Tocro marron (Odontophorus hyperythrus) est une espèce d'oiseaux de la famille des Odontophoridae.

## Répartition
Il est endémique de la Colombie.

## Habitat
Son habitat naturel est la forêt tropicale ou subtropicale humide de forêt.

## Population et conservation
Ses effectifs déclinent à cause de la perte de son habitat.